# Andgölen (Mörlunda socken, Småland)
Andgölen är en sjö i Hultsfreds kommun i Småland och ingår i Emåns huvudavrinningsområde.